# Kokomo (singel The Beach Boys)
Kokomo – utwór amerykańskiego zespołu muzycznego The Beach Boys, wydany 18 lipca 1988 oraz umieszczony na dwudziestym szóstym albumie studyjnym grupy, zatytułowanym Still Cruisin’ z 1989. Piosenka została wykorzystana w ścieżce dźwiękowej do filmu Koktajl z 1988.
Za utwór zespół otrzymał nominację do nagrody Grammy w kategorii „Najlepsza piosenka napisana specjalnie dla filmu lub telewizji” i do Złotego Globu za najlepszą piosenkę.
Singiel dotarł do pierwszego miejsca listy przebojów w Stanach Zjednoczonych i Australii, był też notowany w kilku innych światowych notowaniach.

## Lista utworów
3” CD single i 12” maxi single
1. „Kokomo” – 3:34
2. „Tutti Frutti” Little Richard – 2:23
3. „Hippy Hippy Shake” The Georgia Satellites – 1:45